# 네로 (밴드)
네로(Nero)는 잉글랜드의 전자 음악 그룹이다. 대니얼 스티븐스(Daniel Stephens), 조이 레이(Joe Ray), 알레나 왓슨(Alana Watson)으로 이루어진 3인조로, 2011년 8월에 앨범 Welcome Reality로 데뷔하였다. 이 앨범은 이듬해인 2012년 8월에 UK 앨범 차트에서 1위를 차지하였고, 수록곡 "Promise"는 미국에서 음반 판매량 인증 골드 등급을 받았다. 네로는 Skrillex와 함께 "Promises"를 리믹스하여 2013년 2월 10일 그래미 상을 수상한다.

## 역사
레이와 스티븐스는 모두 1984년에 태어났다. 레이는 런던 노스우드(Northwood)에서, 스티븐스는 노팅힐에서 자랐다. 두 사람은 18세 때 왓슨과 만나게 된다. 레이는 클래식 기타, 스티븐스는 프리 재즈 음악가였던 아버지의 영향으로 첼로를 연주하였다. 17세 때 지인을 통해 서로 알게 된 뒤 스티븐스는 런던의 전문 음악학원에 다니기 시작한다. 학교 밖에서 둘은 스티븐스의 방에서 가정용 컴퓨터를 사용해 전자음악을 만들게 된다.